# Bettlekarspitze
Bettlekarspitze är en bergstopp i Österrike.   Den ligger i distriktet Schwaz och förbundslandet Tyrolen, i den västra delen av landet, 400 kilometer väster om huvudstaden Wien. Toppen på Bettlekarspitze är 2 268 meter över havet, eller 144 meter över den omgivande terrängen. Bredden vid basen är 0,67 km.
Terrängen runt Bettlekarspitze är bergig åt sydost, men åt nordväst är den kuperad. Närmaste större samhälle är Schwaz, 11,2 kilometer sydost om Bettlekarspitze. 
Trakten runt Bettlekarspitze består i huvudsak av gräsmarker. Runt Bettlekarspitze är det ganska glesbefolkat, med 42 invånare per kvadratkilometer.